# اختلافات طبقية اجتماعية في استهلاك الغذاء

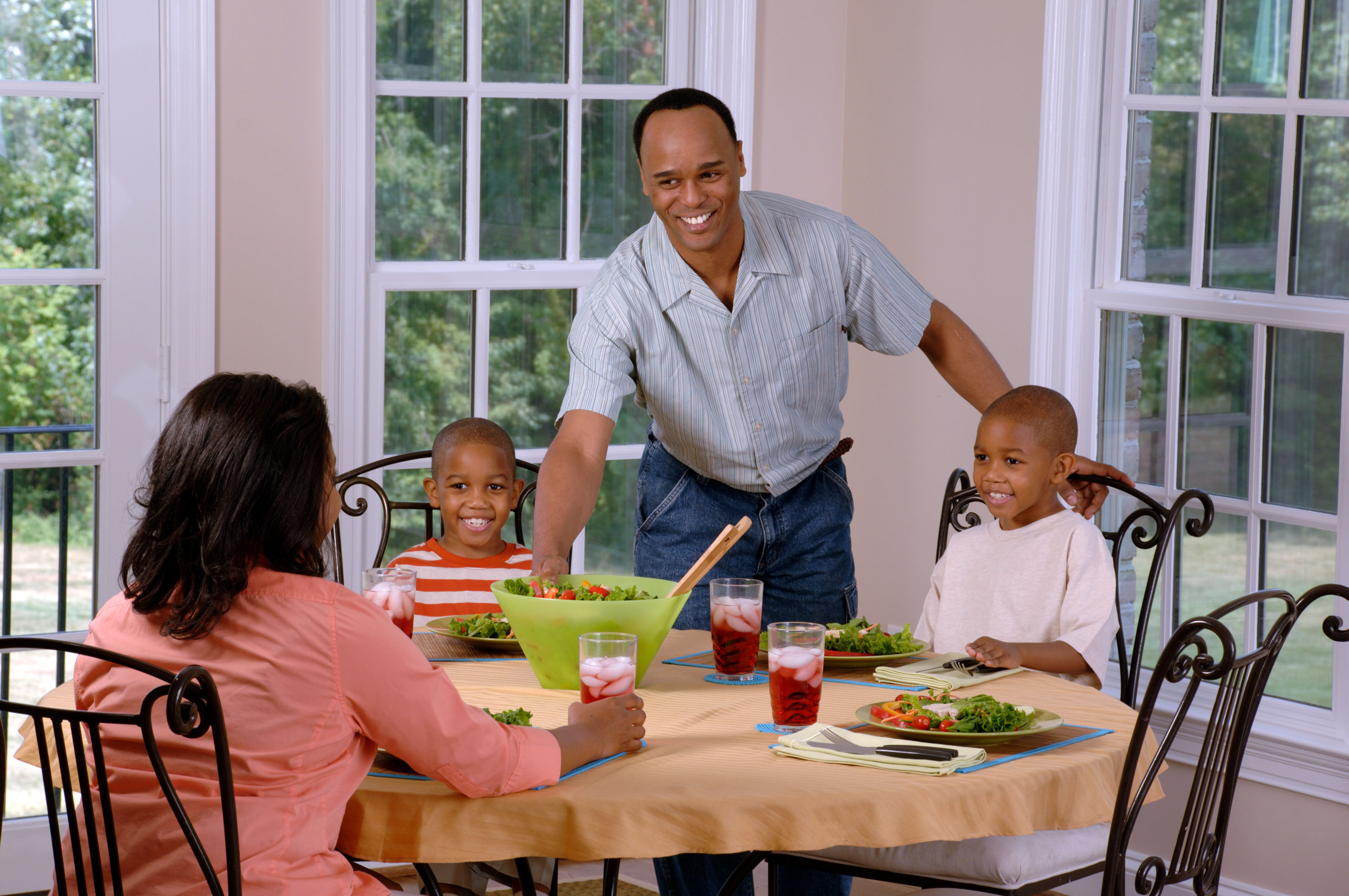
عائلة أمريكية من أصل أفريقي تتناول وجبة طعام في بيئة من الطبقة المتوسطة أو المتوسطة العليا. غالبًا ما تحتوي المجتمعات الأمريكية من أصل أفريقي على عناصر أخرى من ثقافة الطعام المميزة التي لا يتم تحديدها فقط حسب الطبقة.

تُشير الاختلافات الطبقية الاجتماعية في استهلاك الغذاء إلى اختلاف كمية ونوعية الطعام المُستهلك وفقًا للحالة الاجتماعية للشخص أو وضعه في التسلسل الهرمي الاجتماعي. دُرِسَ هذا الموضوع في تخصصات مختلفة، متضمنةً العلوم الاجتماعية، والنفسية، والغذائية، وعلوم الصحة العامة. يمكن فحص الطبقة الاجتماعية وفقًا لعوامل محددة، هي: التعليم، أو الدخل، أو الحالة المهنية، أو العوامل الشخصية، مثل المرتبة الاجتماعية.
يعد سلوك الأكل فعلًا مترابطًا، لذا فإن الطعام الذي يأكله المرء مرتبط ارتباطًا وثيقًا بطبقته الاجتماعية عبر التاريخ.
تتبِّع الطبقات الاجتماعية نمطًا عامًا في استهلاك الغذاء في المجتمع الغربي المعاصر، إذ تستهلك مجموعات الطبقة العليا الأطعمة التي تدل على التفرد والوصول إلى السلع النادرة،  في حين تستهلك مجموعات الطبقة الدُنيا الأطعمة المتوفرة بسهولة.

## حمية الطبقة العليا

### التفرد
ترمز بعض الأطعمة إلى الشعور بالتميز والتفرد مثل أي منتج فاخر. وفقًا لعالم الاجتماع الفرنسي بيير بورديو، فإن الطعام الذي تستهلكه مجموعات الطبقة العليا يعكس «أذواق النقاء»، وقيمته الملموسة في المجتمع. تاريخيًا، كانت هذه المواد الغذائية حصرية جدًا،إذ تميزت بارتفاع الطلب وانخفاض العرض.

أحد الأمثلة الواضحة على هذه الظاهرة هو إدخال التوابل في النظام الغذائي الأوروبي. في أوروبا الغربية في العصور الوسطى، ميزت كمية اللحوم المستهلكة الطبقة العليا من الطبقة الدنيا، إذ إن مجموعات الطبقة العليا فقط هي التي تستطيع تناول اللحوم بكميات كبيرة، في حين أن النظام الغذائي للفئات الدنيا، الذين يتناولون القليل من اللحوم، يتألف غالبًا من الحبوب (مثل الشعير والجاودار) والخضروات (مثل الكرنب والجزر). قُدِمت التوابل، مثل الفلفل الأسود،بصفتها توابل للحوم -وإن بكميات صغيرة- بعد الاتصال الأولي مع آسيا. التكلفة العالية لنقل هذه البهارات حدت من وصولها إلى الأغنياء؛ وبذلك أصبح كل من كمية ونوع اللحوم المستهلكة إشارة إلى الحالة.

### النهمة
هو مصطلح مخصص لأولئك الذين يستهلكون مجموعة متنوعة غير مقيدة من المنتجات الغذائية، قد يشير أيضًا إلى استهلاك الأطعمة النادرة أو الأجنبية. إن استهلاك الأطعمة غير المألوفة، وخاصة الأطعمة من ثقافات مختلفة؛ يدل على إحساس بالسعادة لا يمكن الحصول عليها إلا من طريق رأس المال الاجتماعي والاقتصادي. هنالك بعض الأدلة الموثقة على هذا الادعاء: كانت مجموعات الطبقة العليا، أكثر ميلًا من مجموعات الطبقة الدنيا لتأييد تناول الأطعمة التي كانت خارج ثقافتهم الأصلية وإظهار الانشغال بالأصالة المتصورة من المأكولات الأجنبية، وتفضيل المطاعم على سلاسل مطاعم الوجبات السريعة.

### الجودة الغذائية
أخيرًا، فإن الجودة الغذائية لأنظمة الطبقة العليا الغربية تكون أفضل من تلك الخاصة بالطبقة الدنيا. وَجدت العديد من الدراسات أنه مع زيادة التعليم والدخل، تتحسن جودة النظام الغذائي. حتى المقاييس الذاتية للوضع الاجتماعي، مثل مقياس ماك آرثر للحالة الاجتماعية الذاتية، وجد أنها تمارس تأثيرًا مشابهًا في سلوك الأكل بين الأقليات. أولئك الذين يرون أنفسهم بأنهم يحتلون مكانة أعلى في المجتمع، كانوا أكثر عرضة للإبلاغ عن صحة أفضل.

### وصول أفضل إلى الأطعمة الصحية
يلعب الدخل الأكبر دورًا مهمًا في الوصول إلى الأطعمة الصحية. هذا صحيح خصوصًا في الولايات المتحدة مقارنة بالدول الأُخَر ذات الدخل المرتفع. تتوفر معظم متاجر الأغذية الصحية ومحلات السوبر ماركت، التي تحتوي على منتجات طازجة، بسهولة أكبر في المناطق ذات الدخل المرتفع، مقارنة بالمناطق ذات الدخل المنخفض. لاحظ توريل وزملاؤه أن الدخل، على عكس التعليم والوضع المهني، كان المؤشر الوحيد المهم لفئات الدخل المنخفض، التي تشتري الأطعمة التي تلبي الإرشادات الغذائية الموصى بها. وبصورة مختلفة، كان المال -وليس المزيد من سنوات التعليم ولا مكانة الوظيفة- هو الذي سمح للفئات ذات الدخل المنخفض بالحصول على نظام غذائي صحي.
تُظهِر مجموعة كبيرة من الأدلة أن الأطعمة الصحية تُكلف أكثر من الأطعمة غير الصحية.  ومع ذلك، لم يتمكن العلماء من تحديد العناصر الغذائية الدقيقة (مثل الفيتامينات والمعادن) والعناصر الغذائية الكبيرة (مثل الكربوهيدرات والدهون) التي تساهم باستمرار في تضخم سعر النظام الغذائي الصحي. أظهر أحد تحليلات الإنفاق على الغذاء في الولايات المتحدة أن العلاقة بين سعر عنصر غذائي وجودته الغذائية تتفاوت، وفقًا لكيفية قياس سعر الغذاء. سعر الخضار، مثلًا، يكلف نحو ضعف التكلفة عند قياسه بأنه (السعر لكل 100 سعرة حرارية)، مقارنة بما كان عليه عندما قِيسَ بأنه (السعر لكل جرام صالح للأكل)، أو (متوسط سعر الجزء)؛ (نحو 3.75 دولارًا أمريكيًا، أو 100 سعرة حرارية مقابل 1.60 دولارًا أمريكيًا و1.40 دولار على التوالي). لاحظ آخرون أن أسعار بعض الفواكه والخضروات تنخفض بمعدل انخفاض أسعار الأطعمة الخفيفة الشعبية نفسه، مثل رقائق البطاطس والبسكويت.